# Regierungsbezirk Düsseldorf
Regierungsbezirk Düsseldorf er et af fem regierungsbezirke i den tyske delstat Nordrhein-Westfalen.

## Geografi
Regierungsbezirk Düsseldorf ligger i den nordvestlige del af Nordrhein-Westfalen. Det er det befolkningsrigeste og tættest befolkede område i hele Tyskland. Det er præget af store byområder med 10 kreisfrie byer, deraf fire i den vestlige del af Ruhrområdet. Trods det er mere end 50% af arealet landbrugsland, og ca 15% bevokset med skov.
Regierungsbezirk Düsseldorf grænser i nord til Regierungsbezirk Münster, i øst til Regierungsbezirk Arnsberg og i syd til Regierungsbezirk Köln ; mod vest grænser det til Holland.

### Kreise og kreisfrie byer
Siden 1. Januar 1975 er Regierungsbezirk Düsseldorf opdelt i fem Kreise med i alt 56 kommuner og ti kreisfrie byer.
| Kreise                                                   | Kreisfrie byer |
| -------------------------------------------------------- | --- |
| - Kleve - Mettmann - Rhein-Kreis Neuss - Viersen - Wesel | - Düsseldorf - Duisburg - Essen - Krefeld - Mönchengladbach - Mülheim an der Ruhr - Oberhausen - Remscheid - Solingen - Wuppertal |

## Weblinks
- Website des Regierungsbezirks Düsseldorf
- Website des Landes Nordrhein-Westfalen
- Internet-Sperrverfügungen durch die Bezirksregierung Düsseldorf – Chronologi Arkiveret 27. september 2007 hos  Wayback Machine

51°25′N 6°40′Ø / 51.42°N 6.67°Ø
|  | Infoboks uden skabelon Denne artikel har en infoboks dannet af en tabel eller tilsvarende. |